# Distrito electoral 04 (Nebraska)
El distrito electoral 04 (en inglés: Precinct 04) es un distrito electoral ubicado en el condado de Dawes en el estado estadounidense de Nebraska. En el Censo de 2010 tenía una población de 1557 habitantes y una densidad poblacional de 2.260 personas por km².

## Geografía
El distrito electoral 04 se encuentra ubicado en las coordenadas 42°49′20″N 102°59′45″O / 42.82222, -102.99583. Según la Oficina del Censo de los Estados Unidos, el distrito electoral 04 tiene una superficie total de 0.69 km², que corresponden a tierra firme.

## Demografía
Según el censo de 2010, había 1557 personas residiendo en el distrito electoral 04. La densidad de población era de 2.260 hab./km². De los 1557 habitantes, el distrito electoral 04 estaba compuesto por el 89.92% blancos, el 2.63% eran afroamericanos, el 1.41% eran amerindios, el 1.35% eran asiáticos, el 0.32% eran isleños del Pacífico, el 1.35% eran de otras razas y el 3.02% pertenecían a dos o más razas. Del total de la población el 4.43% eran hispanos o latinos de cualquier raza.